# 아비즈냐나샤쿤탈람

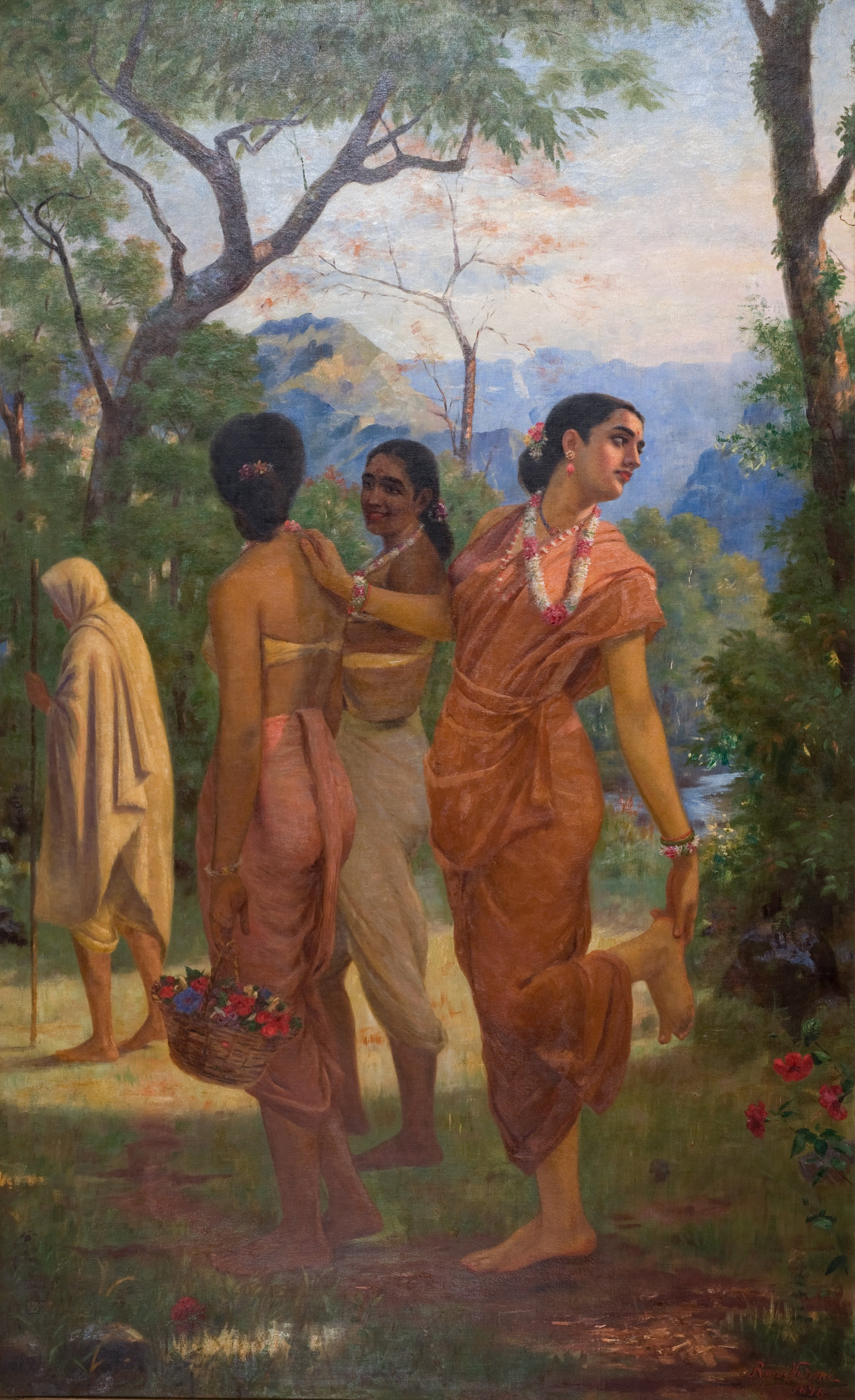
두샨타를 엿보는 샤쿤탈라, 라자 라비 바르마가 그린 샤쿤탈라의 한 장면.

아비즈냐나샤쿤탈람(산스크리트어: अभिज्ञानशाकुन्तलम्), 또한 샤쿤탈라, 샤쿤탈라의 재회, 샤쿤탈라의 징표 등으로 알려져 있으며, 다양한 다른 이름들도 있는 이 작품은 고대 인도의 시인 칼리다사가 쓴 산스크리트 희곡이다. 서사시인 마하바라타에 나오는 샤쿤탈라의 이야기를 극화한 것으로, 칼리다사의 작품 중 최고로 평가받는다. 정확한 창작 연대는 불확실하지만, 칼리다사는 종종 4세기 경 인물로 간주된다.

## 칼리다사의 희곡의 기원

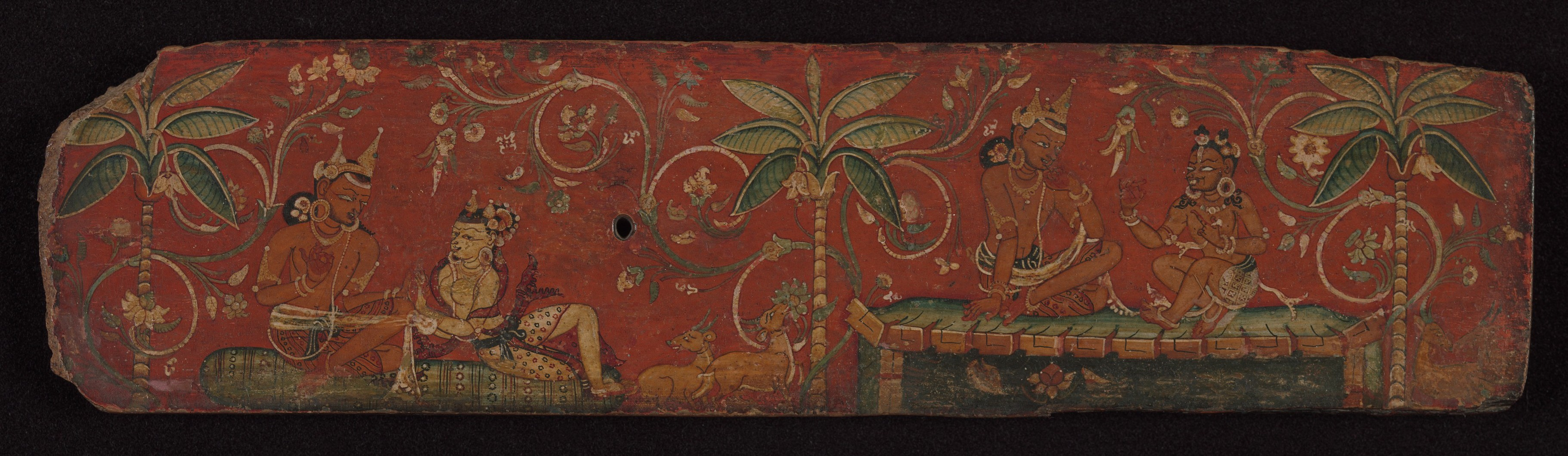
12세기경 네팔 카트만두 계곡에서 발견된, 칼리다사의 샤쿤탈라 희곡 장면이 그려진 야자나무 잎 필사본 표지

이 희곡과 유사한 줄거리는 이전 문헌에서도 나타난다. 마하바라타에 언급된 이야기가 있다. 유사한 줄거리는 불교 자타카에도 나타난다. 마하바라타에서는 이 이야기가 판다바와 카우라바 계보의 전조로 나타난다. 이야기 속에서 두샨타 왕과 샤쿤탈라는 숲에서 만나 소원해지고 결국 재회한다. 그들의 아들 바라타는 궁극적으로 카우라바와 판다바로 이어진 왕조의 기초를 놓았다고 전해진다.

### 제목
필사본마다 정확한 제목이 다르다. 일반적인 변형으로는 Abhijñānaśakuntalā, Abhijñānaśākuntala, Abhijñānaśakuntalam, Abhijñānaśākuntalam 등이 있다. 산스크리트어 제목은 샤쿤탈라의 재회에 관한 것을 의미하므로, 직역하면 '재회한 샤쿤탈라에 대하여'가 될 수 있다. 이 제목은 때때로 '샤쿤탈라의 재회 증표' 또는 '샤쿤탈라의 징표'로 번역되기도 한다. 출판된 번역본의 희곡 제목으로는 《Sacontalá or The Fatal Ring》과 《Śakoontalá or The Lost Ring》 등이 있다.

## 줄거리

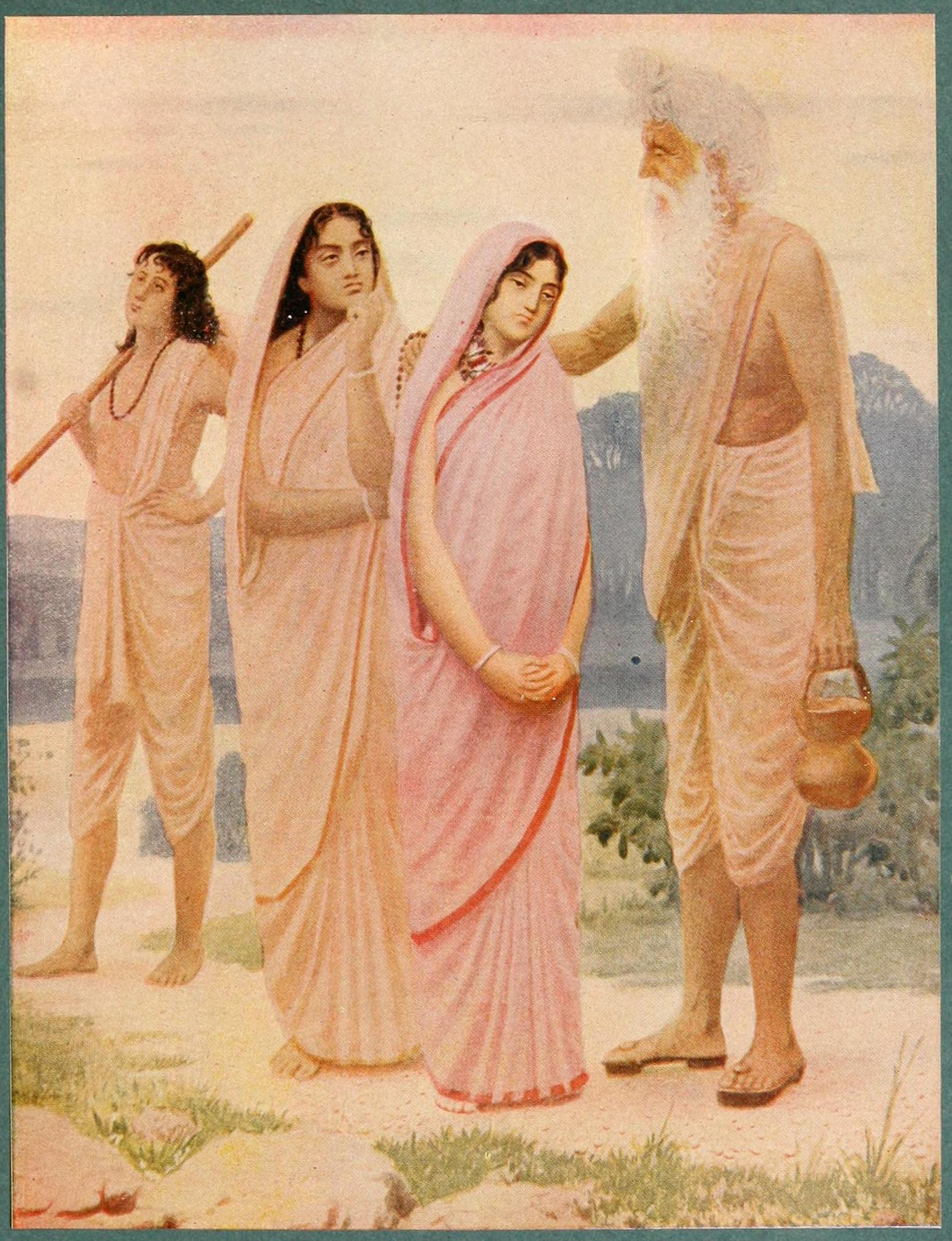
샤쿤탈라의 울음

주인공은 현자 비슈바미트라와 압사라 메나카의 딸인 샤쿤탈라이다. 태어날 때 부모에게 버림받은 샤쿤탈라는 현자 칸바의 은둔처에서 자라며, 아름답지만 순진한 처녀로 성장한다.
칸바와 은둔처의 다른 노인들이 순례를 떠난 사이, 하스티나푸라의 왕 두샨타가 숲에서 사냥을 하고 있었다. 그가 사슴을 죽이려 할 때, 현자 바이카나사가 사슴은 은둔처의 것이므로 죽여서는 안 된다고 막는다. 그는 왕에게 공손히 활을 거두어달라고 요청하고, 왕은 이에 따른다. 현자는 그들에게 희생 제의를 위한 장작을 모으러 가는데, 함께 가자고 제안한다. 그들은 칸바 현자의 은둔처를 발견하고 은둔자들을 방문하기로 결정한다. 그러나 왕은 일반인처럼 옷을 입고 이 수행림에 가기로 결정한다. 그는 또한 은둔자들을 방해하지 않기 위해 전차를 더 멀리 세워둔다. 그가 은둔처에 들어서서 샤쿤탈라를 보자마자, 그녀에게 매료되어 왕실 방식으로 구혼하고 결혼한다. 곧 그는 수도의 업무를 처리하기 위해 떠나야 했다. 왕은 그녀에게 반지를 주는데, 나중에 그녀가 왕비로서 자신의 지위를 주장하기 위해 궁정에 나타날 때 그에게 제시되어야 할 반지였다.
어느 날, 화를 잘 내는 현자 두르바사가 도착했을 때 샤쿤탈라는 생각에 잠겨 있었고, 그를 돌보지 못하자 그는 두샨타가 그녀의 존재를 잊도록 마법을 걸어 그녀를 저주한다. 유일한 해결책은 샤쿤탈라가 왕에게 그가 그녀에게 준 인장 반지를 보여주는 것이었다.
그녀는 나중에 그를 만나러 가는데, 강을 건너야 한다. 반지는 그녀가 장난스럽게 물에 손을 담그자 손에서 미끄러져 잃어버린다. 도착하자 왕은 자신이 결혼했던 사람을 알아보지 못하고 그녀를 인정하기를 거부한다. 샤쿤탈라는 남편과 함께 있어야 한다고 주장하는 동반자들에게 버림받는다. 그들은 은둔처로 돌아간다.
다행히 반지는 한 어부에 의해 물고기 뱃속에서 발견되어 왕의 궁전에 바쳐진다. 두샨타는 너무 늦게 자신의 실수를 깨닫는다. 새로이 현명해진 두샨타는 아수라 군대를 물리치라는 요청을 받고, 인드라로부터 천국 여행으로 보상받는다. 몇 년 후 지구로 돌아온 두샨타는 우연히 샤쿤탈라와 그들의 아들을 발견하고 그들을 알아본다.
다른 판본, 특히 '마하바라타'에서 발견되는 판본에서는, 샤쿤탈라는 그들의 아들 바라타가 태어나고 왕이 그가 새끼 사자와 노는 것을 발견할 때까지 재회하지 않는다. 두샨타는 어린 바라타를 만나 그의 부모에 대해 묻고, 바라타가 실제로 자신의 아들임을 알게 된다. 바라타는 마하바라타의 서사적 전쟁을 벌인 카우라바와 판다바 가문의 조상이다. 이 바라타의 이름을 따서 인도는 "바라타바르샤" 즉 '바라타의 땅'이라는 이름이 붙여졌다.

## 반응
18세기까지 서양 시인들은 인도 문학과 인도 철학 작품에 익숙해지기 시작했다. 샤쿤탈라는 윌리엄 존스 (문헌학자) 경에 의해 1789년에 서양 언어로 번역된 최초의 인도 드라마였다. 다음 100년 동안, 유럽 12개 언어로 적어도 46개의 번역본이 있었다.

### 서양에의 소개

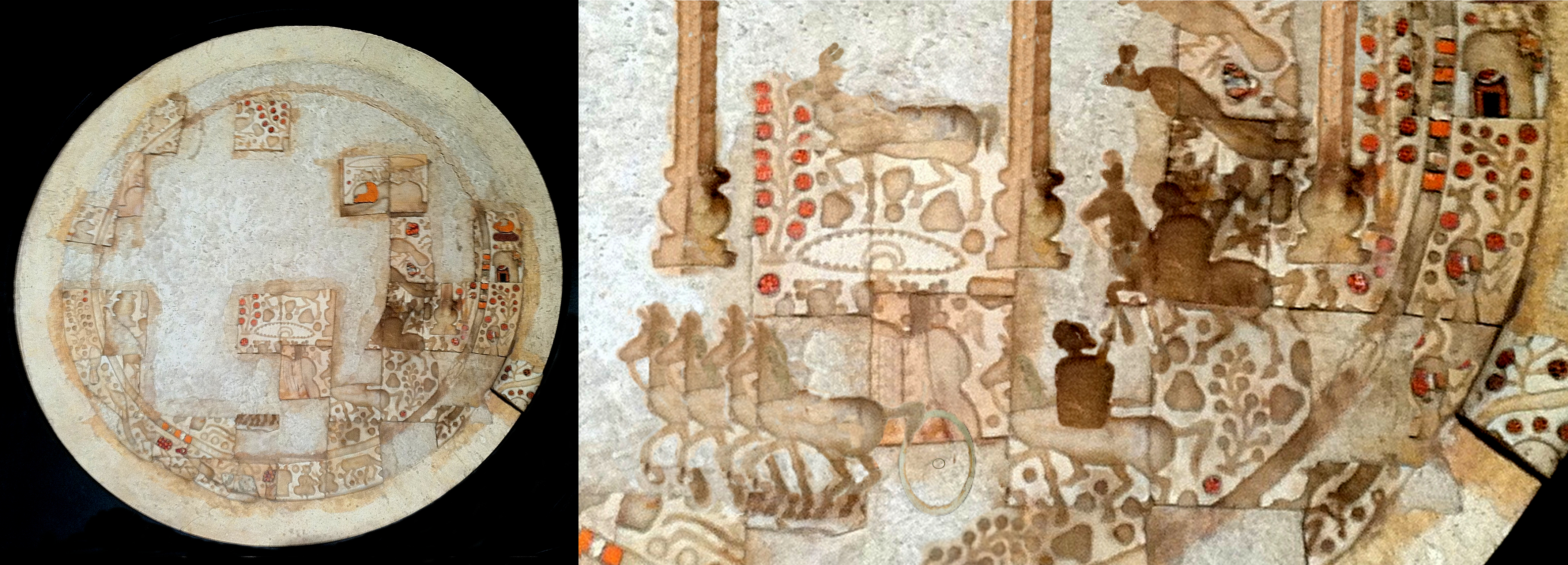
기원전 2세기 박트리아의 아이하눔 궁전 보물창고에서 발견된 샤쿤탈라 이야기를 묘사한 인도 명판.

칼리다사 희곡의 윌리엄 존스 경 번역본인 《Sacontalá or The Fatal Ring》은 캘커타에서 처음 출판되었고, 이후 1790년, 1792년, 1796년에 유럽에서 재출판되었다. 존스 번역본의 독일어판(번역: 게오르크 포르스터)과 프랑스어판은 각각 1791년과 1803년에 출판되었다. 괴테는 1791년에 샤쿤탈라에 관한 에피그램을 발표했고, 그의 파우스트에서는 칼리다사 희곡의 서문에서 유래한 극적 관례를 채택했다. 카를 빌헬름 프리드리히 슐레겔이 이 작품을 독일어로 번역하려던 계획은 실현되지 않았지만, 그는 1808년에 샤쿤탈라 이야기의 마하바라타 버전을 번역하여 출판했다. 괴테의 에피그램은 다음과 같다.
봄꽃과 늦가을 과일을 원한다면,

매력과 기쁨을, 힘과 지지를 원한다면,

한마디로 땅과 하늘을 모두 담고 싶다면,

모든 것은 말해졌으니, 내가 오직, 샤쿤탈라, 그대를 부르노라.

### 영국령 인도에서의 교육
샤쿤탈라는 19세기 인도 제국에서 학교와 대학 학생들을 위한 교재로 부적절하다고 여겨졌다. 찰스 트레블리언 경의 말에 따르면, 대중적인 인도 문학은 "최고의 부도덕과 불순함으로 얼룩져 있다"고 여겨졌고, 식민지 관리자들은 인도 학생들이 영국에서 가르치고 칭찬받는 인도 문헌을 읽을 만큼 도덕적으로나 지적으로 충분히 발전하지 못했다고 생각했다.

### 미완성 오페라 프로젝트
레오폴드 셰퍼가 1816년 9월 안토니오 살리에리의 학생이 되었을 때, 그는 샤쿤탈라에 대한 오페라 작업을 최소 10년 동안 진행해왔지만, 결국 완성하지 못했다. 같은 해 12월까지 살리에리의 학생이었던 프란츠 슈베르트는 1820년 10월 자신의 샤쿤탈라 오페라, D. 701을 작곡하기 시작했다. 요한 필리프 노이만은 이 오페라의 리브레토를 칼리다사의 희곡에 기반을 두었는데, 그는 아마도 그 당시 출판된 세 개의 독일어 번역본 중 하나 이상을 통해 이 희곡을 알았을 것이다. 슈베르트는 늦어도 1821년 4월에 이 작품을 포기했다. 미완성 악보의 짧은 발췌본은 1829년에 출판되었다. 또한 바츨라프 토마셰크도 미완성 샤쿤탈라 오페라를 남겼다.

### 새로운 각색 및 판본
칼리다사의 샤쿤탈라는 1853년에 초연된 칼 폰 페르팔의 첫 오페라의 리브레토 모델이 되었다. 1853년에 모니어 모니어-윌리엄스는 희곡의 산스크리트어 텍스트를 출판했다. 2년 후 그는 《Śakoontalá or The Lost Ring》이라는 제목으로 이 희곡의 영어 번역본을 출판했다. 칼리다사의 희곡을 기반으로 한 발레 버전인 《Sacountalâ》는 테오필 고티에가 리브레토를 쓰고 어니스트 레예르가 음악을 작곡하여 1858년 파리에서 초연되었다. 골드마르크 카로이의 오페라 《샤쿤탈라 서곡, 작품번호 13》(1865년)의 악보에는 희곡의 줄거리 요약이 인쇄되었다. 지기스문트 바흐리히는 1884년에 샤쿤탈라 발레곡을 작곡했다. 펠릭스 바인가르트너의 오페라 《샤쿤탈라》는 칼리다사의 희곡에 기반한 리브레토로 같은 해에 초연되었다. 또한 필리프 샤르벤카의 《샤쿤탈라》는 카를 비트코프스키의 텍스트에 의한 합창곡으로 1884년에 출판되었다.
벵골어 번역본:
- 이스와르 찬드라 비디아사갈의 《샤쿤탈라》(1854년)
- 아바닌드라나트 타고르의 《샤쿤탈라》(1895년)

타밀어 번역본:
- 마하비드완 R. 라가바 이옌가르의 《아비그나 사쿤탈람》(1938년). 산담 양식으로 번역되었다.

펠릭스 보이르쉬가 1886년경에 작곡한 칼리다사 희곡의 부수 음악은 현재 소실되었다. 이그나치 얀 파데레프스키는 20세기 초에 카튈 망데스의 리브레토로 샤쿤탈라 오페라를 작곡했을 것으로 보이지만, 이 작품은 현재 작곡가나 리브레토 작가의 작품 목록에 현존하는 것으로 등록되어 있지 않다. 아서 W. 라이더는 1912년에 샤쿤탈라의 새로운 영어 번역본을 출판했다. 2년 후 그는 이 희곡의 영어 공연 버전에 협력했다. 이 작품은 1919년 뉴욕의 그리니치 빌리지 시어터에서 비어트리스 프렌티스가 샤쿤탈라 역을, 프랭크 콘로이가 칸바 역(또한 제작 연출), 조지프 매컬리가 두샨타 왕 역을, 그레이스 헨더슨이 가우타미 역을, 해럴드 멜처가 마탈리 역을 맡아 무대에 올랐다.

### 알파노의 오페라
이탈리아 작곡가 프란코 알파노는 첫 번째 버전(1921년)에서는 《La leggenda di Sakùntala》 (샤쿤탈라의 전설), 두 번째 버전(1952년)에서는 단순히 《샤쿤탈라》라고 불리는 오페라를 작곡했다.

### 추가 발전
중국어 번역본:
- 지셴린의 《沙恭达罗》(1956년)

프리츠 라체크가 완성한 슈베르트의 샤쿤탈라가 1971년 빈에서 공연되었다. 카를 아게 라스무센의 또 다른 오페라 완성본은 2005년에 출판되었고 2006년에 녹음되었다. 이 버전의 무대 공연은 2010년에 초연되었다.
노르웨이의 전자 음악가 아메티스티움은 "샤쿤탈라의 정원"이라는 곡을 썼으며, 이 곡은 CD 아펠리온에서 찾을 수 있다. 필립 루트겐도르프에 따르면, 영화 람 테리 강가 마일리의 서사는 샤쿤탈라의 이야기를 되풀이한다.
인도 케랄라주에서 유명한 유일하게 살아남은 고대 산스크리트 연극 전통인 쿠디야탐에서는 칼리다사의 희곡 공연이 드물다. 그러나 국제적으로 인정받는 쿠디야탐 예술가이자 나티아샤스트라 학자인 나티아차리야 비두샤카라트남 파드마 슈리 구루 마니 마다바 차캬르는 샤쿤탈라의 재회 쿠디야탐 공연을 안무했다.
타레크 이스칸더가 연출한 작품이 2009년 1월과 2월 런던 유니온 극장에서 공연되었다. 이 희곡은 또한 하버프론트 월드 스테이지 프로그램의 일환으로 토론토 무대에서도 처음으로 공연된다. 인도계 미국인 작곡가 루드레쉬 마한타파의 음악을 특징으로 하는 마기스 극단 의 각색 작품은 2010년 2월 11일부터 28일까지 뉴욕의 라 마마 E.T.C.에서 초연되었다.

## 영화 각색본
인도에서 스크린으로 각색된 몇 안 되는 고전 산스크리트 문학 희곡 중 하나이며, 그중 가장 많이 각색된 작품이다(다른 하나는 슈드라카의 므리차카티카이다). 이 영화들은 대부분 여주인공(샤쿤탈라)의 이름을 따서 제작되었는데, 다음 작품들을 포함한다: 수체트 싱의 1920년작, 슈리 나트 파탄카르의 1920년작, 파트마 베굼의 1929년작, 모한 다야람 바브나니의 1931년작, J. J. 마단의 1931년작, 사르보탐 바다미의 1932년작, 1932년 힌디어 영화, 엘리스 둥간의 1940년작, 조티쉬 반네르지의 1941년작, 샤이타람 라자람 반쿠드레의 1943년작, 부펜 하자리카의 1961년작, 쿤차코의 1965년작, 카말라카라 카메스와라 라오의 1966년작, 그리고 구나셰카르의 2023년작. 텔레비전 영화인 《샤쿤탈람》은 인도 연극 감독 비자야 메타의 희곡 각색본이었다.
자와할랄 네루의 인도 발견 (1946)을 기반으로 시암 베네갈이 제작한 1988년 인도 역사 드라마 텔레비전 시리즈 바라트 에크 코지에는 이 희곡과 칼리다사의 삶을 다룬 2부작 각색본이 포함되어 DD 내셔널에서 방영되었다. 사가르 아트가 제작한 동명의 텔레비전 시리즈는 2009년 인도 텔레비전 채널 스타 원에서 방영되었다. 2023년에는 샤쿤탈람이라는 텔루구어 영화로 각색되었다.

## 참고 문헌
- Evison, Gillian (1998). 〈The Sanskrit Manuscripts of Sir William Jones in the Bodleian Library〉.   Murray, Alexander. 《Sir William Jones, 1746-1794: A Commemoration》. 옥스퍼드 대학교 출판부. 123–142쪽. ISBN 0199201900.
- Figueira, Dorothy Matilda (1991). 《Translating the Orient: The Reception of Sakuntala in Nineteenth-Century Europe》. SUNY Press. ISBN 978-0-7914-0327-3.
- Gautier, Théophile (1858). 《Sacountalâ: ballet-pantomime en deux actes, tiré du drame indien de Calidasá》. Paris: Vve Jonas. Other on-line version: Project Gutenberg
- Holme, Garnet; Ryder, Arthur W. (1914). 《Shakuntala: An acting version in three acts》. Berkeley: University of California Press. Other on-line versions: Hathi Trust – Hathi Trust
- Jones, William (1789). 《Sacontalá or The Fatal Ring: An Indian Drama by Cálidás, Translated From the Original Sanskrit and Prakrit》. Calcutta: J. Cooper. On-line versions: 
1792 (3rd. ed., London): Internet Archive 
1807 (pp. 363–532 in Vol. 9 of The Works of Sir William Jones, edited by Lord Teignmouth, London: John Stockdale): Frances W. Pritchett (Columbia University) 
1870 reprint London: Sacontalá; or the Fatal Ring at English 위키문헌
  - Jones, William (1791). 《Sakontala oder der entscheidende Ring》. 번역 Forster, Georg. Mainz: Fischer.
  - Jones, William (1803). 《Sacontala, ou l'Anneau fatal》. 번역 Bruguière, Antoine. Paris: Treuttel et Würtz.
- Monier-Williams, Monier (1853). 《Śakuntalá, or: Śakuntalá Recognised by the Ring, a Sanskrit Drama, in Seven Acts, by Kálidása; The Devanágarí Recension of the Text》 1판. Hertford: Stephen Austin. Other on-line versions: Internet Archive – Internet Archive – Google Books – Hathi Trust
  - Monier-Williams, Monier (1876). 《Śakuntalā, a Sanskrit Drama, in Seven Acts, by Kālidāsa: The Deva-Nāgari Recension of the Text》 2판. Oxford: 클라렌돈 프레스. Other on-line versions: Internet Archive – Internet Archive – Internet Archive – Google Books – Hathi Trust
- Monier-Williams, Monier (1855). 《Śakoontalá or The Lost Ring: An Indian Drama Translated Into English Prose and Verse, From the Sanskṛit of Kálidása》 1판. Hertford: Stephen Austin. OCLC 58897839. Other on-line versions: Hathi Trust
1856 (3rd ed.): Internet Archive – Internet Archive – Hathi Trust
1872 (4th ed., London: Allen & Co.): Internet Archive – Google Books – Google Books – Google Books
1885 (New York: Dodd, Mead & Co.): Internet Archive – Hathi Trust – Hathi Trust – Johns Hopkins 
1895 (7th ed., London: Routledge): Internet Archive
  - Monier-Williams, Monier (1898). 《Śakoontalá or The Lost Ring: An Indian Drama Translated Into English Prose and Verse, From the Sanskṛit of Kálidása》 8판. London: Routledge. Other on-line versions: Project Gutenberg
- Ryder, Arthur W. (1912). 《Kalidasa: Translations of Shakuntala and Other Works》. London: J.M. Dent & Sons. Other on-line versions: 
1920 reprint: Internet Archive – Online Library of Liberty 
1928 reprint: Project Gutenberg
2014 (The Floating Press, ISBN 1776535138): Google Books